# Prohulja
Prohulja (piptaterum; lat. Piptatherum) je biljni rod korisnih trajnica iz porodice trava, dio tribusa Stipeae.
Rod je raširen od zapadnog Sredozemlja na jug do sjeverne Afrike i na istok do Kine. Pripada mu oko 30 vrsta. U Hrvatskoj, su na popisu dvije vrste, ali su obje izdvojene u druge rodove, i to  prosuljasta prohulja, Piptatherum miliaceum, sinonim za Oloptum miliaceum i zelenkasta prohulja, Piptatherum virescens, sinonim za Achnatherum paradoxum.

## Vrste
1. Piptatherum aequiglume (Duthie ex Hook.f.) Roshev.
2. Piptatherum alpestre (Grigorj.) Roshev.
3. Piptatherum angustifolium (Regel) Munro ex Aitch.
4. Piptatherum baluchistanicum Freitag
5. Piptatherum barbellatum Mez
6. Piptatherum blancheanum Desv. ex Boiss.
7. Piptatherum chinense (Hitchc.) Y.Z.Zhao
8. Piptatherum coerulescens (Desf.) P.Beauv.
9. Piptatherum denaense Hamzehee & Assadi
10. Piptatherum ferganense (Litv.) Roshev.(Litv.) Roshev.
11. Piptatherum flaccidum Freitag
12. Piptatherum fumeauxii F.M.Vázquez, Chamboul. & C.Chatel.
13. Piptatherum gracile Mez
14. Piptatherum grandispiculum (P.C.Kuo & Z.L.Wu) S.M.Phillips & Z.L.Wu
15. Piptatherum grigorjevii Tzvelev
16. Piptatherum helanshanense L.Q.Zhao & Y.Z.Zhao
17. Piptatherum hilariae Pazij
18. Piptatherum holciforme (M.Bieb.) Roem. & Schult.
19. Piptatherum laterale (Regel) Nevski
20. Piptatherum latifolium (Roshev.) Nevski
21. Piptatherum microcarpum (Pilg.) Tzvelev
22. Piptatherum molinioides Boiss.
23. Piptatherum munroi (Stapf) Mez
24. Piptatherum pamiroalaicum (Grigorj.) Roshev.
25. Piptatherum platyanthum Nevski
26. Piptatherum purpurascens (Hack. ex Paulsen) Roshev.
27. Piptatherum rechingeri (Bor) Freitag
28. Piptatherum roshevitsianum Tzvelev
29. Piptatherum sogdianum (Grigorj.) Roshev.
30. Piptatherum songaricum (Trin. & Rupr.) Roshev.
31. Piptatherum tibeticum Roshev.